# Argia thespis
Argia thespis là một loài chuồn chuồn kim trong họ Coenagrionidae.
Argia thespis is in 1865 voor het eerst wetenschappelijk beschreven door Hagen in Selys.